# 平托 (馬格達萊納省)
平托是哥倫比亞的城鎮，位於該國北部，由馬格達萊納省負責管轄，距離首府聖瑪爾塔330公里，始建於1741年7月17日，面積497平方公里，海拔高度22米，2005年人口10,919。

## 外部連結
- （西班牙文） Santa Barbara de Pinto official website
- （西班牙文） Gobernacion del Magdalena – Santa Barbara de Pinto

9°26′N 74°42′W / 9.433°N 74.700°W